# Cantone di Verzy
Il Cantone di Verzy era una divisione amministrativa dell'arrondissement di Reims.
È stato soppresso a seguito della riforma complessiva dei cantoni del 2014, che è entrata in vigore con le elezioni dipartimentali del 2015.
Comprendeva i comuni di:
- Baconnes
- Beaumont-sur-Vesle
- Chamery
- Champfleury
- Chigny-les-Roses
- Ludes
- Mailly-Champagne
- Montbré
- Les Petites-Loges
- Puisieulx
- Rilly-la-Montagne
- Sept-Saulx
- Sermiers
- Sillery
- Trépail
- Val-de-Vesle
- Verzenay
- Verzy
- Ville-en-Selve
- Villers-Allerand
- Villers-aux-Nœuds
- Villers-Marmery